# Gerhard Führer
Gerhard Führer SOCist (* 12. August 1745 in Erding als Sebastian Maximilian Führer; † 4. April 1820 in Fürstenfeldbruck) war ein bayerischer Zisterzienser und letzter Abt der Abtei Fürstenfeld.

## Leben
Der 1745 in Erding als Sohn eines Schreiners geborene Sebastian Maximilian Führer besuchte das Fürstenfelder Klosterseminar und das Münchner Jesuitengymnasium und trat mit 20 Jahren in die Zisterzienser-Abtei Fürstenfeld  ein. 1770 zum Priester geweiht, war er zuerst Provisor von Schöngeising, und nach drei Jahren Novizenmeister, dann Professor der Philosophie und Theologie, Bibliothekar und seit 1783 Prior. Er führte meteorologische Beobachtungen für die Bayerische Akademie der Wissenschaften durch, wofür die ihn später zum außerordentlichen Mitglied ernannte, und machte sich um die Neuordnung der Klosterbibliothek verdient.
Zum Abt wurde er am 18. Juli 1796 gewählt. Seine kurze Amtszeit war geprägt von den Napoleonischen Kriegen, in denen die Bayern besetzt haltenden französischen Truppen Unsummen an Kontributionen vom Kloster forderten – im Jahr 1801 alleine 50.000 Gulden – und schließlich der Klosteraufhebung am 18. März 1803. Schon 1802 war die Klosterkasse beschlagnahmt worden, etwas mehr als 3000 Gulden, denen aber Schulden in Höhe von fast 220.000 Gulden gegenüberstanden.
Nach der Säkularisation in Bayern wohnte er zunächst mit ein paar Mönchen weiter im Kloster. 1817 zog er nach Bruck, wo er 1820 starb und bestattet wurde. Sein Grabstein ist erhalten. Im Ruhestand verfasste er eine handschriftliche Chronik des Klosters Fürstenfeld, die in der Bayerischen Staatsbibliothek aufbewahrt wird.